# Baba Zula
Baba Zula — турецький рок-гурт, заснований 1996 року в Стамбулі. Використовуючи багато різних інструментів і впливів, вони створюють унікальне психоделічне звучання. 

## Учасники
Теперішні
- Мурат Ертель (Murat Ertel) – вокал, баглама, гітара, терменвокс (з 1996)
- Левент Акман (Levent Akman) – перкусія, ударні, вокал (з 1996)
- Перікліс Цукалас (Periklis Tsoukalas) – синтезатор, вокал (з 2011)
- Меліке Шахін (Melike Şahin) – електрогітара (з 2012)
- Озґур Чакирлар (Özgür Çakırlar) – дарбука, бендір, давул, перкусія (з 2012)

Колишні
- Емре Онель (Emre Onel) – дарбука, семплер (1996–2003)
- Джерен Ойкут (Ceren Oykut) – живі відео (2004–2010)
- Чашар Камчи (Çoşar Kamçı) – дарбука (2003–2012 )

## Дискографія
- 1996 – Tabutta Rövaşata – саундтрек до Tabutta Rövaşata
- 1999 – Üç Oyundan Onyedi Müzik
- 2003 – Psychebelly Dance Music (заміксовано Mad Professor)
- 2005 – Duble Oryantal (заміксовано Mad Professor)
- 2006 – Dondurmam Gaymak – саундтрек до Dondurmam Gaymak
- 2007 – Kökler
- 2010 – Gecekondu
- 2014 – 34 Oto Sanayi
- 2017 — XX
- 2019 — Derin Derin